# Альен
Альен (исп. Allen) — город и муниципалитет в департаменте Хенераль-Рока провинции Рио-Негро (Аргентина).

## История
Изначально неподалёку от нынешнего местоположения города в конце XIX века было основано селение Геррико (исп. Guerrico), однако оно было уничтожено в 1899 году во время сильного наводнения на реках Лимай и Неукен. Вместо того, чтобы восстанавливать селение на прежнем месте, было решено перенести его на возвышенность.
В 1910 году была построена железнодорожная станция, вокруг которой начал расти населённый пункт. Станция и населённый пункт получили название в честь Чарлза Генри Аллена — члена совета директоров железнодорожной компании Ferrocarril del Sud.